# Ліліан Розанофф Лібер
Ліліан Розанофф Лібер (нар. 26 липня 1886, Миколаїв, Російська імперія — пом. 11 липня 1986, Квінз, Нью-Йорк) — українсько-американська математик і популярний автор. Вона часто співпрацювала зі своїм чоловіком-ілюстратором, Х'ю Грей Лібером, для створення робіт.

## Життя і кар'єра

### Раннє життя та освіта
Лібер була одним з чотирьох дітей Авраама Г. і Клари (Берчинської) Розановофф. Її брати — видавець Денвера Джозеф Розенберг, психіатр Арон Розанофф і хімік Мартін Андре Розанофф . Арон і Мартін змінили свої імена, щоб вони звучали більш російською, менш єврейською. Лібер переїхала до США зі своєю родиною в 1891 році. Вона отримала A.B. від Барнадського коледжу в 1908 році, її M.A. з Колумбійського університету в 1911 році, і її Ph.D. з університету Кларка в 1914 році. Вона вийшла заміж за Хью Грей Лібера 27 жовтня 1926 року.

### Кар'єра
Після викладання в Хантерському коледжі з 1908 по 1910 рр., і в системі вищої щколи в Нью-Йорку (1910—1912, 1914—1915 рр.), вона стала науковим співробітником коледжу Брін Мар з 1915 по 1917 роки, потім вона продовжувала викладати в коледжі Уеллса з 1917 по 1918 рр., як викладач фізики (також виконувала обов'язки завідувача кафедри фізики) і в Коледжі для жінок Коннектикуту (1918—1920). Вона вступила на математичний факультет Університету Лонг-Айленду (LIU) в 1934 році, стала завідувачкою кафедри у 1945 році і стала професором у 1947 році. Вона була в ЛІУ та Інституті математики і мистецтва Галуа (названого на ім'я Еварісте Галуа) в Брукліні, штат Нью-Йорк, до виходу на пенсію в 1954 році. Протягом своєї кар'єри вона опублікувала близько 17 книг, які були написані в унікальному, вільному віршованому стилі і ілюстровані примхливими малюнками її чоловіка. Її дуже доступні твори були оцінені не менш, ніж Альберта Ейнштейна, Касій Джексона Кейзера, Еріка Темпл Белла і С. І. Хаякава. Що стосується її книги «Освіта TC MITS», Дороті Кенфілд Фішер сказала: "Це зовсім відрізняється від будь-якої іншої книги, яку ви коли-небудь купували … повно математики і повно гумору … також повно глибокої, цілющої філософії життя, заспокоює, зміцнює, [і] гуманна. . . "
Хоча Лібер пішла з університету Лонг-Айленду в 1954 році, вона продовжувала писати і публікувати в 1960-х.

### Особиста невідомість
Кілька деталей життя та кар'єри Лілліан Лібер збереглися навіть у Лонг-Айлендському університеті. Вона померла в Квінсі, Нью-Йорк всього за кілька тижнів до свого 100-річчя. Вона походила з добре освіченої єврейської сім'ї. Деталі можна знайти в друкованій книзі «Вчора», написаній її двоюрідною сестрою Міріам Шомер Зунсер в 1930-х.

## Незвичайна друкарня
Окрім того, що вона оживляє свої книги ілюстраціями (або «псіквапортом») її чоловіка Х'ю Грей Лібера (який був завідувачем кафедри образотворчого мистецтва Лонг-Айлендського університету), Ліліан часто вибирала незвичайну схему типографіки, яка пояснюється на прикладі її передмови до Освіта T.C. MITS :
Це не має на меті бути вільний вірш. Написання кожної фрази в окремому рядку полегшує швидке читання, і кожен поспішає нині.
T.C. MITS була абревіатурою для «Знаменитого чоловіка на вулиці», персонажа, який, як і пан Томпкінс Георгія Гамова, служив пристроєм для приведення концепції вищої математики та фізики до широкої громадськості. Характер MITS був центральним для популістського підходу Лібера до освіти, і вона часто викладала свої експозиції уривками, які вихваляли чесноти демократичної системи.

## «Стандарт Ліліан Лібер»
У своїй книзі «Теорія відносності Ейнштейна» Ліліан Лібер заявила про свої погляди на включення математики в книги, призначені для «знаменитого чоловіка [або жінки] на вулицях».
"… просто достатньо математики для ДОПОМОГИ, а не для заважання читачеві. . . Багато «популярних» дискусій щодо відносності взагалі без будь-якої математики було написано, але ми сумніваємося, що навіть найкращі з них можуть дати новачку адекватне уявлення про те, що це таке. . . . З іншого боку, є багато [книг з відносності], доступних тільки для експертів ".
Преса Кавендіша в Енн-Арбор, штат Мічиган, прийняла правило Ліліан з деякою доробкою.

## Праці
Хоча її твори мали широкий вплив (у тому числі спеціальне видання Освіта T.C. MITS, яке було розповсюджено серед американських військовослужбовців під час Другої світової війни), вони залишалися без друку протягом десятиліть. Починаючи з 2007 року, видавець Paul Dry Books [Архівовано 11 червня 2019 у Wayback Machine.] перевидав Освіта T.C. MITS, Нескінченність і теорія відносності Ейнштейна.
- 1931 Неевклідова геометрія, академічна преса.[8]
- 1932 Галуа і теорія груп, компанія друку наукової преси, Ланкастер, Пенсільванія.
- 1936 Теорія відносності Ейнштейна, компанія друку наукової преси, Ланкастер, Пенсільванія.
- 1940 Неевклідова геометрія; або, Три місяці в Mathesis, компанія друку наукової преси, Ланкастер, штат Пенсільванія.[4]
- 1942 р . Освіта T.C. MITS, Інститут математики і мистецтва Галуа, Бруклін, Нью-Йорк. .
- 1944 р . Освіта T.C. MITS, WW Norton &amp; Company, Нью-Йорк, (переглянуте та розширене видання)
- 1945 Теорія відносності Ейнштейна, Farrar &amp; Rinehart, NY & Toronto. (Частина I цього видання — це той самий матеріал, опублікований у 1936 році. Частина II була новим у цьому виданні. )
- 1946 Сучасна математика для T.C. Mits, Знаменита людина на вулиці, G. Allen &amp; Unwin Ltd, Лондон, 1-е Лондонське видання.
- 1946 Візьміть номер: Математика для двох мільярдів, Преса Жак Каттел, Ланкастер, штат Пенсільванія.
- 1947 Mits, Wits and Logic, (1-е видання) WW Norton & Company, NY.
- 1949 Теорія відносності Ейнштейна, Д. Добсон, Лондон.
- 1953, 2008 Infinity: Beyond the Beyond, редагування & передмова Баррі Мазура, Павла Суха Книги, Rinehart, NY.[9][10]
- 1954 Mits, Wits і Logic, (переглянуте видання) Інститут математики і мистецтва Галуа, Бруклін, Нью-Йорк.
- 1956 Людські цінності сучасної математики Книга нарисів, Інститут математики і мистецтва Галуа, Бруклін, Нью-Йорк.[11]
- 1959 Теорія решітки: Атомний вік в математиці, Інститут математики і мистецтва Галуа, Бруклін, Нью-Йорк.
- 1960 Mits, Wits, and Logic, (3d-версія) WW Norton & Company, NY.
- 1961 Людські цінності та наука, мистецтво та математика, (1-е видання) WW Norton & Company, NY.
- 1961 Галуа і теорія груп: яскрава зірка в математиці, Інститут математики і мистецтва Галуа, Бруклін, Нью-Йорк.[12]
- 1963 Математика: перші кроки, Ф. Ваттс, Нью-Йорк.
- 2007 Освіта T.C. MITS: що означає для Вас сучасна математика, передмова Баррі Мазура, Павла Суха Книги, Філадельфія, Пенсільванія.[13]
- 2008 Теорія відносності Ейнштейна: подорож до четвертого виміру, Пол Суха Книги, Філадельфія, Пенсільванія.[14]